# Dobronice u Bechyně
Dobronice u Bechyně (německy Dobronitz) jsou obec v okrese Tábor v Jihočeském kraji. Žije v ní 113 obyvatel.

## Historie

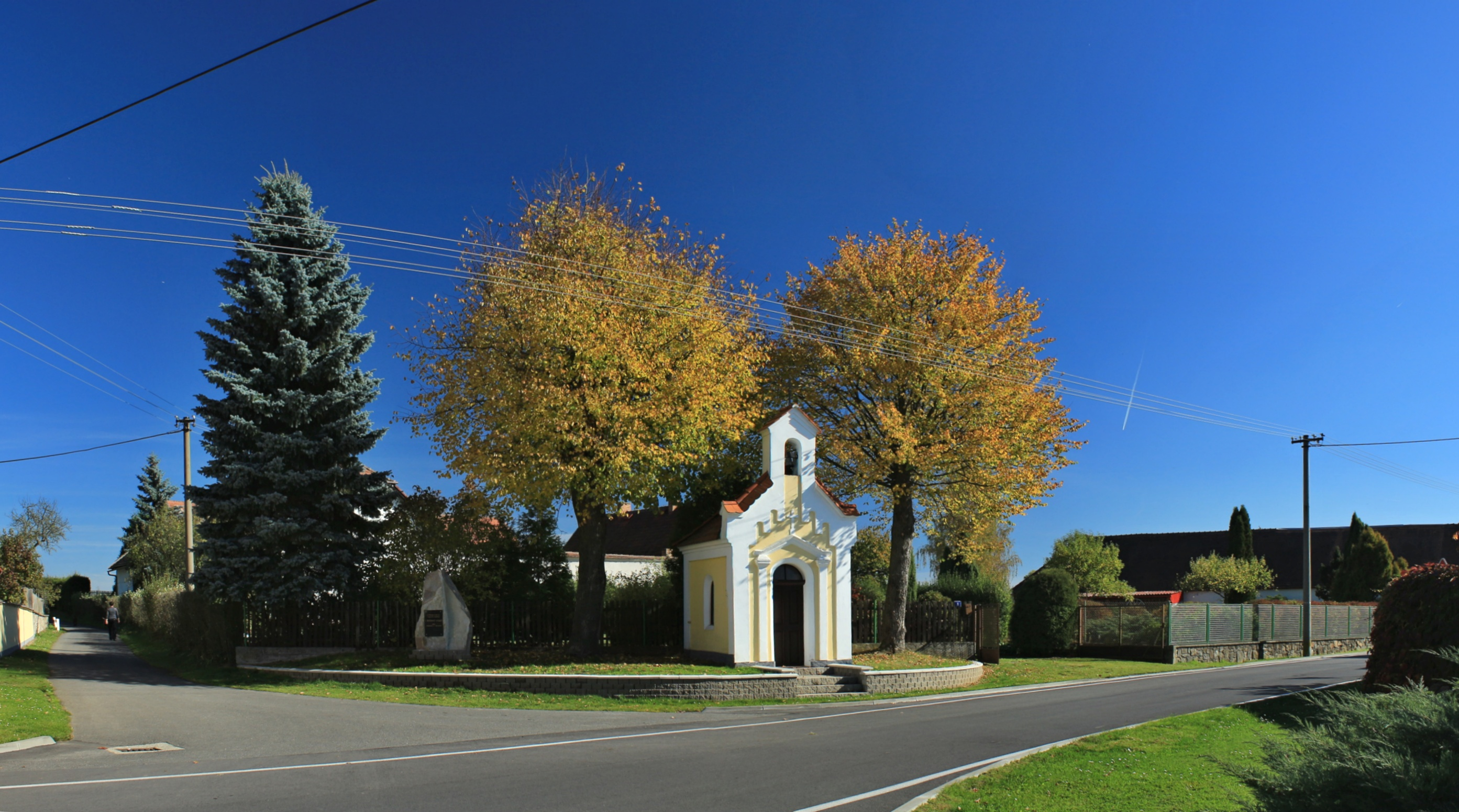
Kaple na horní návsi

První písemná zmínka o obci pochází z roku 1220 kdy je zmiňován jistý Jan, syn Dobroňův. Kamenný hrad byl postaven na počátku 14. století. Prvním zmiňovaným majitelem je v roce 1322 Diviš z Dobronic. Potomci Diviše drželi hrad až do počátku 15. století. Dalšími vlastníky hradu a vsi byli například Kraselovští z Kraselova, Sedlečtí od Dubu, Malovcové z Malovic. V letech 1455 až 1459 se stal majetkem pánů z Rožmberka, ale ti jej prodali svému purkrabímu na hradě Choustníce Vítovi ze Rzavého. Rodina Vítů ale hrad postupně prodávala až celý přešel do majetku Hozlauerů z Hozlau. Za jejich vlastnictví majetek vzkvétal, mimo jiné založili v hradním hospodářství pivovar. Po Bílé Hoře rodina Hozlauerů o většinu majetku přišla a zbylou část zatížili dluhy. Ty se ale nepodařilo uhradit a proto v roce 1636 propadá zbytek majetku Královské komoře. Vzápětí je ale prodán Ferdinandu Pruggerovi z Greinburku.

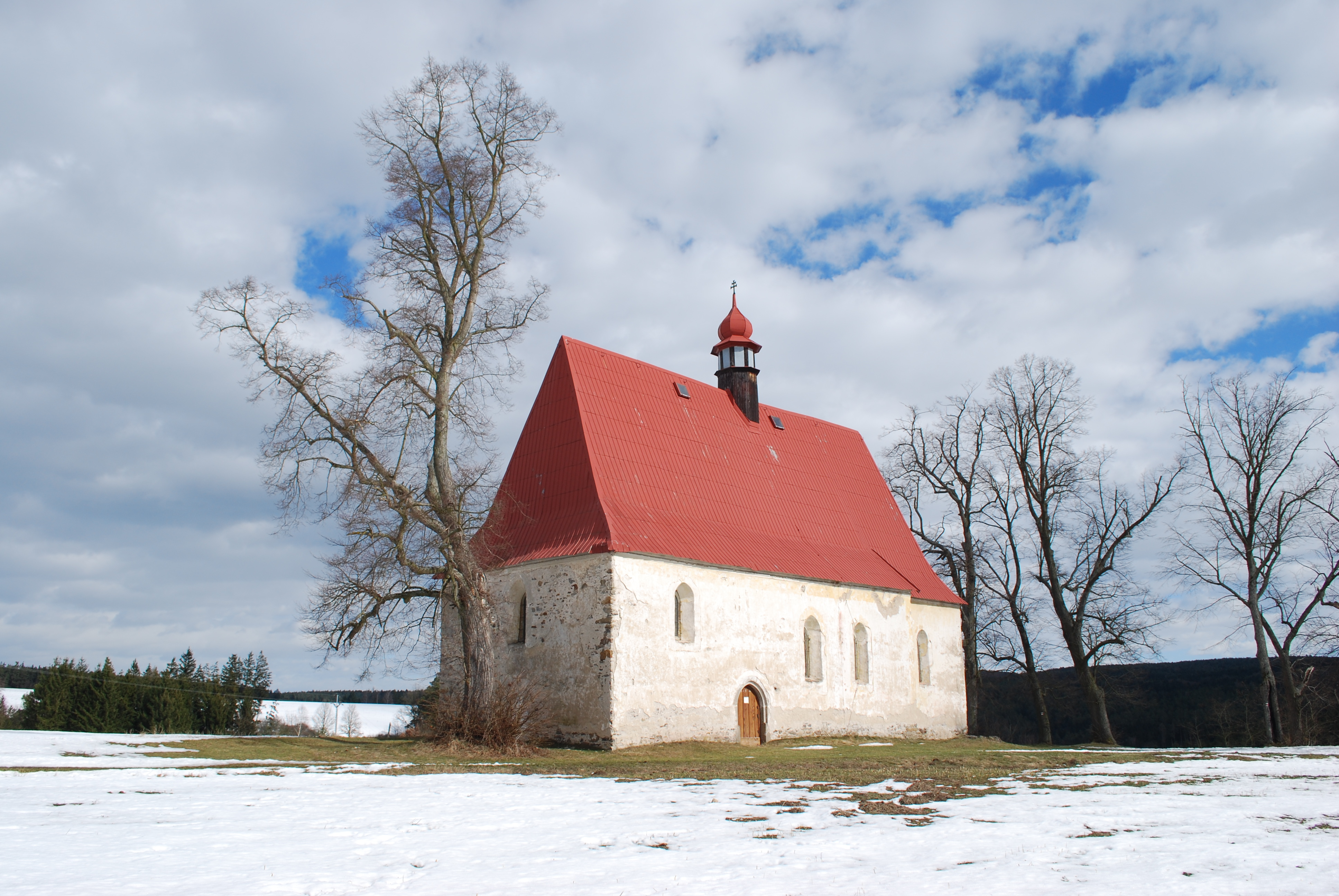
Kostel Nanebevzetí Panny Marie

V roce 1691 pak dcera Ferdinanda Pruggera Anna Jakoba prodala hrad i panství Tovaryšstvu Ježíšovu. Jezuité pravděpodobně na hradě zřídili kancelář panství, ale současně si v nedalekých Opařanech budovali klášter-zámek. Když byl v roce 1727 zámek dokončen, jezuité se odstěhovali tam a hrad je ponechán opuštěný. Ale až do zrušení řádu jezuitů v roce 1773 je uváděn jako pevný. Po roce 1773 znovu připadl pod státní správu do majetku Studijního fondu královské komory.
V roce 1792 nechal vrchnostenský správce Františel Halbiger strhat střechy a vylamovat kvalitnější kameny a prodával je jako materiál. Následně otevřený a částečně rozebraný hrad byl ponechán svému osudu a stal se zdrojem materiálu pro okolní vesnice. V roce 1825 koupila již torzo hradu kněžna Quidobaldina Paarová a přičlenila zbytky původního panství k opařanskému velkostatku. Teprve v roce 1890 byly provedeny záchranné práce, aby se hrad nesesunul do řeky. Další pak provedl v letech 1921 až 23 Klub českých turistů. Po znárodnění paarského panství v roce 1948 byl hrad ve státní správě a nebyla mu věnována žádná péče. Až v roce 1971 byly provedeny zabezpečovací práce, bohužel však dosti neodborně.

## Přírodní poměry
Vesnicí protéká řeka Lužnice a Dobronický potok, který se do Lužnice vlévá. V části katastrálního území Dobronice u Bechyně je přírodní park Kukle.

## Obyvatelstvo
| Rok            | 1869 | 1880 | 1890 | 1900 | 1910 | 1921 | 1930 | 1950 | 1961 | 1970 | 1980 | 1991 | 2001 | 2011 | 2021 |
| -------------- | ---- | ---- | ---- | ---- | ---- | ---- | ---- | ---- | ---- | ---- | ---- | ---- | ---- | ---- | ---- |
| Počet obyvatel | 587  | 561  | 534  | 539  | 517  | 545  | 481  | 313  | 298  | 220  | 146  | 118  | 102  | 123  | 105  |
| Počet domů     | 80   | 87   | 90   | 89   | 91   | 91   | 95   | 102  | 82   | 72   | 57   | 104  | 107  | 110  | 104  |

## Obecní správa
Při sčítání lidu v letech 1850–1980 byly Dobronice u Bechyně obcí v okrese Milevsko (1850–1930), posléze v okrese Týn nad Vltavou (1950) a později v okrese Tábor. Od 1. července 1980 do 23. listopadu 1990 patřily jako část obce k Ratajím a od 24. listopadu 1990 jsou opět samostatnou obcí.

### Obecní symboly
Znak a vlajka byly obci uděleny rozhodnutím předsedy Poslanecké sněmovny Parlamentu České republiky dne 25. března 2005.

## Vybavenost
U obce na levém břehu Lužnice se nachází sportovní a rekreační středisko Vysoké školy ekonomické v Praze a na pravém břehu Lužnice v lokalitě Papírna (v sousedství stádlecké osady Liška) sportovní a studijní centrum tří pražských lékařských fakult Univerzity Karlovy, na levém břehu veřejný kemp Na Staré Papírně.

## Pamětihodnosti

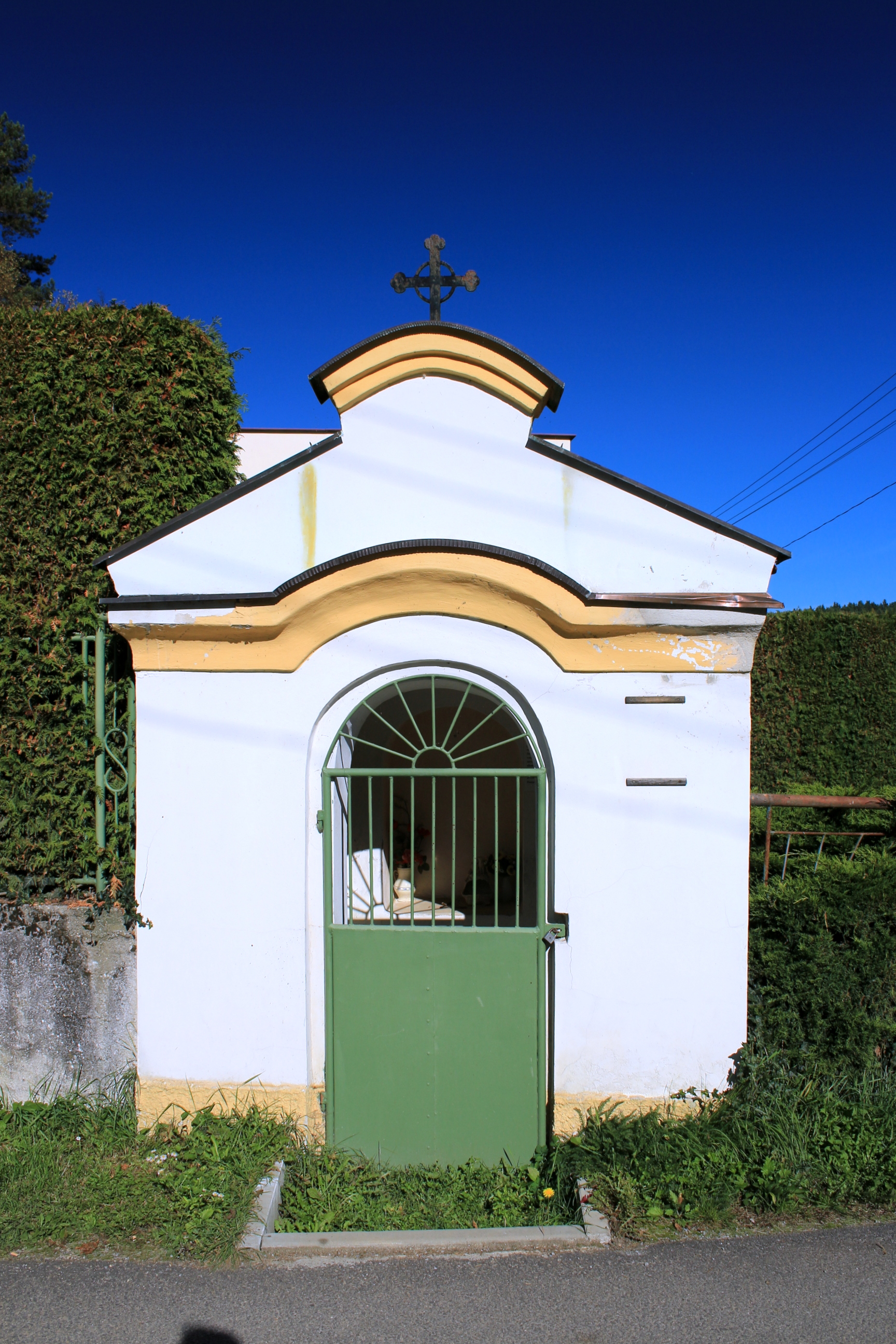
Kaple svatého Jana Nepomuckého

- Zřícenina hradu Dobronice v jižním cípu obce u Lužnice
- Raně gotický kostel Nanebevzetí Panny Marie
- Výklenková kaplička svatého Jana Nepomuckého u mlýna
- Boží muka
- Mohylník v lese Kukle, archeologické naleziště

## Osobnosti
- Jan Hána (1927–1994), sochař
- Jaroslav Koliha (1924–2014), malíř